# Polisanmälan
En polisanmälan är en beskrivning av ett misstänkt brott som leder till ett polisärende och kan ligga till grund för en förundersökning. Statistik över antal polisanmälningar används även när brottsligheten och polisresurser i ett område ska bedömas.
En polisanmälan innehåller vanligen 
1. en beskrivning av händelsen
2. tids- och platsangivelse
3. signalement och i förekommande fall identitet på gärningsmannen
4. beskrivning av ev. vapen, flyktväg, mm